# Harvard Stadium
Das Harvard Stadium ist das Sportstadion der Harvard University. Es wurde 1903 fertiggestellt und am 14. November 1903 eröffnet. Markant ist die Hufeisenform. Die hier ausgetragene Hauptsportart ist American Football. Es werden allerdings auch andere Sportarten ausgeübt.
Das Stadion kostete 310.000 Dollar, wurde in knapp fünf Monaten gebaut und liegt an der North Harvard Street auf dem Gelände der Universität. Es besitzt derzeit ein Fassungsvermögen von 30.898 Zuschauern. Architekt war Louis J. Johnson, der in der Klasse von 1887 in Harvard graduierte.
Das Stadion ist die Heimspielstätte des Football-Teams der Harvard Crimson. In der Saison 2014 trugen auch die in der National Women’s Soccer League spielenden Fußballerinnen der Boston Breakers ihre Heimspiele im Harvard Stadium aus, bevor sie ins nahe gelegene Soldiers Field Soccer Stadium umzogen.

## Galerie

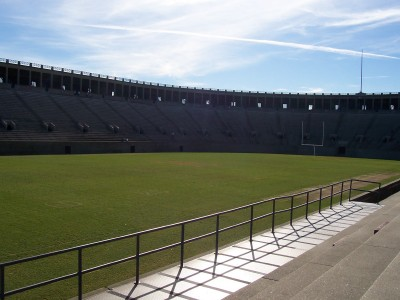
Innenansicht
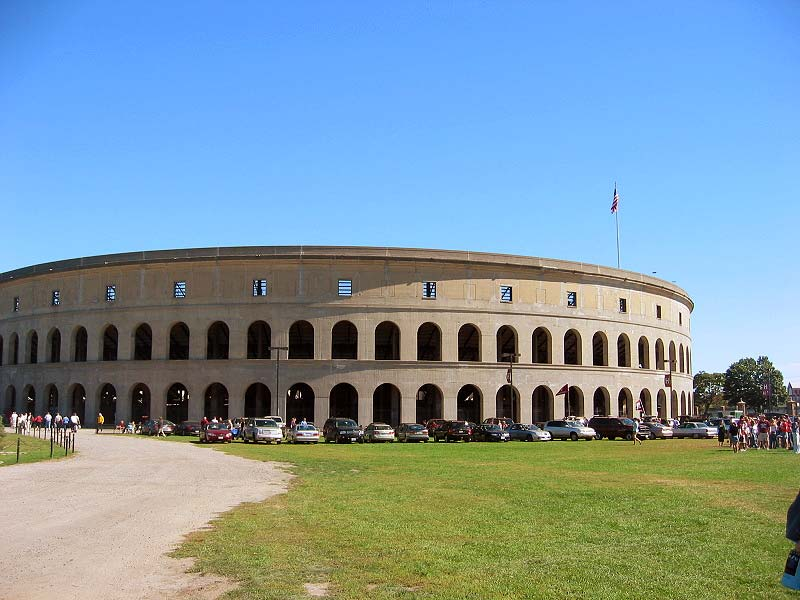
Außenansicht